# 天山电影制片厂
43°44′55″N 87°36′54″E / 43.74852°N 87.61498°E
天山电影制片厂 （維吾爾語：تیانشان كىنو ستۇدىيەسى‎，简称天山厂或天影厂）是中华人民共和国新疆维吾尔自治区的一家主要经营电影摄制、译制、复制发行，电视剧制作的事业单位，位于乌鲁木齐市十七户路201号，隶属于新疆维吾尔自治区广播电视电影局。制片厂年均拍摄三部影片，译制年均40余部。制片厂核定编制167名，领导数4人。制片厂拍摄并制作过《阿曼尼莎汗》、《真心》、《买买提的2008》、《大河》等本土电影，也和中国大陆、香港、台湾等地影视公司进行过合作，合拍出如《红玫瑰白玫瑰》与《半生缘》等合拍片。

## 历史沿革

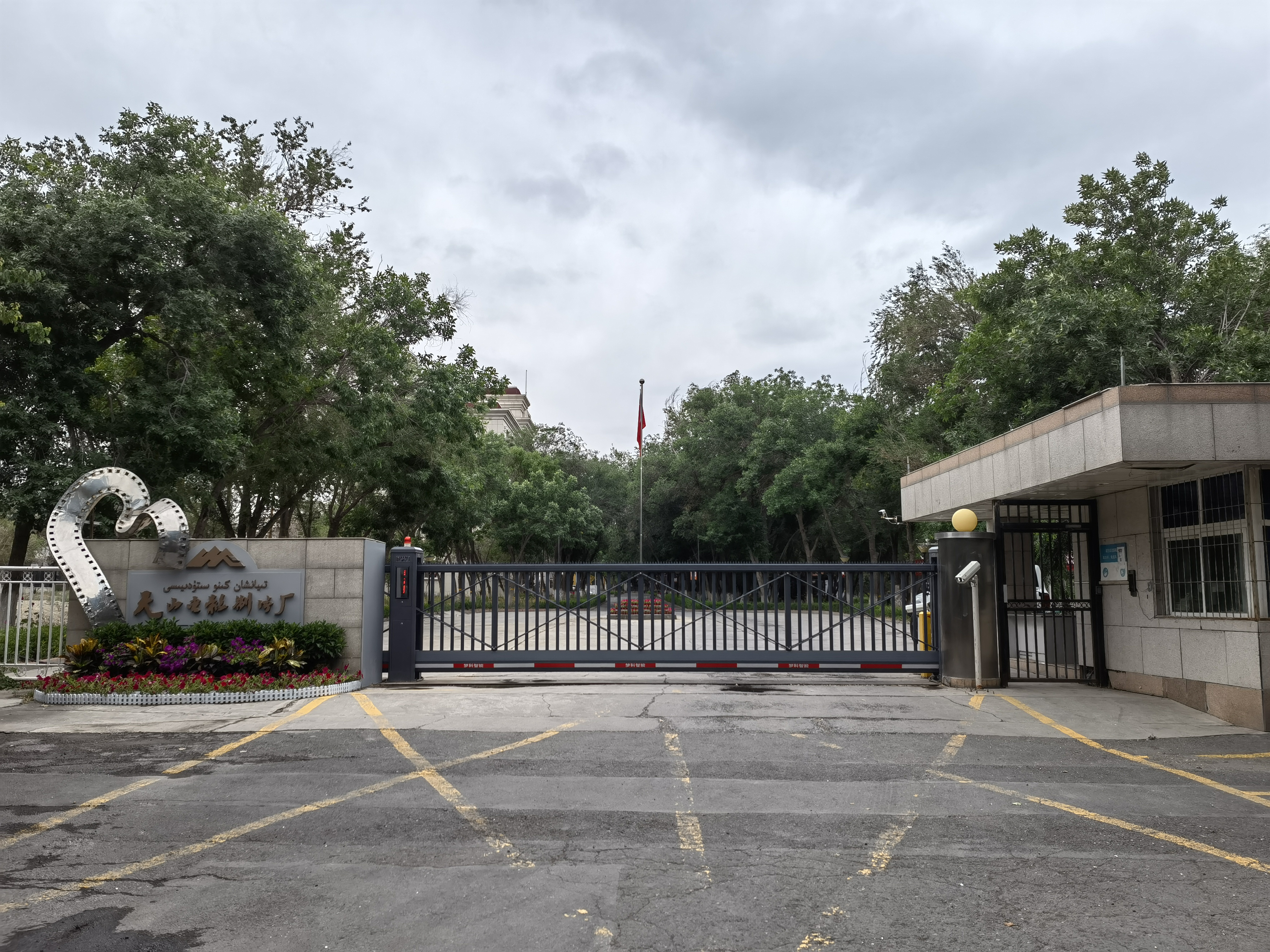
天山电影制片厂全景

1955年，新疆维吾尔自治区人民政府开始酝酿筹建电影制片厂。1956年，乌鲁木齐电影制片厂开始筹建，并于1958年建成。1959年1月制片厂正式成立。成为当时中华人民共和国国务院批准成立的全国16家电影制片厂之一，同年3月1日，乌鲁木齐电影制片厂更名为新疆电影制片厂。1962年年底，国务院和自治区党委决定将新疆电影制片厂缩编为新疆电影译制厂，仅保留进行维吾尔语、哈萨克语等少数民族语言译制片的生产任务。
1966年文化大革命爆发，电影译制厂也受到波及。厂长权力被剥夺，生产瘫痪，厂里设备机械长期闲置，受损严重。直到1974年9月，曾担任和田地委秘书长等职的李玉轩开始主持新疆电影译制片厂的工作，译制片生产秩序才逐步恢复正常。恢复译制片的正常工作后，新疆电影译制片厂多次提出筹建摄制组，恢复新疆电影制片厂工作，直到1978年底自治区党委才同意新疆电影制片厂的恢复工作。1979年年初，国务院正式批文恢复新疆电影制片厂建制，10月24日，新疆电影制片厂更名为天山电影制片厂。
1993年，《关于当前深化电影行业机制改革的若干意见》发布，中国电影逐步开始市场化。天山电影制片厂在面临生计问题的情况下，制定了“以影为主、多种经营”之策。曾建立了文化商贸总公司、伊斯曼广告装潢公司和华冠饮料公司等实体公司，但公司们因为经营乏术，很难创造利润。在影视合作方面与上海永乐电影公司、香港嘉禾电影公司等公司展开合作。2001年，天山电影制片厂向自治区广电局提出恢复事业单位的请求，并于2002年5月获得批准。

## 拍摄电影及获奖情况
1958年，乌鲁木齐制片厂摄制了第一部纪录片《朱总司令视察新疆》。1959年，电影制片厂拍摄了该厂第一部大型彩色纪录片《阳光照耀着新疆》，同一年与海燕电影制片厂联合拍摄的《绿洲凯歌》第一次在银幕上展示关于维吾尔人的生活。1960年，该厂第一部故事片《两代人》摄制完成。
1980年，制片厂恢复工作后的第一部电影《向导》上映，这部电影为当时的天山电影制片厂培养出了一批专业人才并积累了经验。从《向导》开始，新疆电影也逐步加快了发展的步伐。天山电影制片厂在80年代拍摄制作或合拍了大约50部作品。其中在新疆本土制作的作品以歌舞电影、喜剧电影以及反特故事片为主。其中包括1988年第8届中国电影金鸡奖评委会特别奖获奖作品由锡伯族导演广春兰担任导演拍摄的《买买提外传》以及由维吾尔族导演吐依贡出演男主角并担任副导演获得第6届中国电影金鸡奖最佳男主角提名的《钱这东西……》。与台湾方舟影业（香港）公司合作完成的《大漠紫禁令》是天山电影制片厂第一次对外合作的影片，此后天山电影制片厂多次与中国大陆、香港、台湾等地的影视公司合拍电影。
1993年起，有十余部合拍片出自天山电影制片厂和港台地区影视公司，其中较为出名的有《红玫瑰白玫瑰》与《半生缘》。本土电影方面，天山电影制片厂组织拍摄的《良心》、《会唱歌的土豆》、《真心》、《库尔班大叔上北京》、《男人上路》、《买买提的2008》、《大河》、《塔克拉玛干的鼓声》等影片在多届华表奖上获得过优秀故事片奖或其他奖项。《吐鲁番情歌》、《美丽家园》等由天山电影制片厂拍摄的电影是中华人民共和国进入中亚电影市场的第一批影片。2015年，《真爱》与《钱在路上跑》参加了香港国际电影节也是新疆天山电影制片厂第一次参加该电影节。2018年9月天山电影制片厂摄制的讲述新疆哈萨克族牧民生活故事的《远去的牧歌》在人民大会堂首映。

## 纠纷
2000年，天山电影制片厂和北京狂风文化影业咨询有限责任公司曾与甘肃有线电视台产生著作权侵权纠纷。甘肃省有线电视台在未经著作权人同意，私自刊登和播放著作权人拍摄的电影《狗皮膏药》。最终，甘肃省高级人民法院的终审判决为甘肃省有线电视台赔偿前者6万元。